# Никола Андреев (костурски войвода)
Вижте пояснителната страница за други личности с името Никола Андреев.
Никола Симеонов Андреев (изписване до 1945 година: Никола Симеоновъ Андрѣевъ), известен като Алай бей или Кольо Мокренски, е български военен и революционер, деец на Вътрешната македоно-одринска революционна организация, костурски войвода и участник в Илинденско-Преображенското въстание.

## Биография
Никола Андреев е роден на 8 април 1879 година в заможно семейство в Мокрени, тогава в Османската империя. Завършва Костурското българско третокласно училище, след което поканен от чичо си заминава за Варна. Във Варна членува в Македонско-одринското спомагателно дружество „Родопи“ на Петко Киряков, отцепило на 21 ноември 1899 година от дружество „Странджа“. Андреев е подпредседател на настоятелството заедно с Александър Македонски - секретар, Димитър Янев Деревингов - касиер и Васил Янков Вергов, Марко Касабов и Мичо Стамчев - членове. Дружеството си поставя за цел „да помага на наши братя бедни, изоставени и изпаднали тук във Варна, които са били ратници и ще ратуват за благото на Македония и Одринско“. На 31 януари 1900 година единодушно дружество „Родопи“ се присъединява към Варненското македоно-одринско дружество.
Завършва с отличие пети гимназиален клас във Варна, а после за кратко следва във Военното училище в София. Постъпва на служба в Осми пехотен приморски полк.
Напуска военната служба, за да се отдаде на революционна дейност, привлечен във ВМОРО от Лазар Поптрайков и Тома Давидов. Четник е за кратко при Марко Лерински през 1902 година. Става агитатор в Костурско, а после и войвода.
В началото на Илинденско-Преображенското въстание сутринта на 21 юли не успява да превземе Клисура след тежко сражение на върха Свети Илия. На следния ден с помощта четите на Пандо Кляшев, Пандо Сидов, Васил Чекаларов, Манол Розов и Марко Иванов превземат без съпротива Клисура и след това превземат и Невеска.
След въстанието заминава за България, но в 1904 година се връща в Македония и става лерински войвода, като през 1905 година е заместен от Кочо Цонката. Става кайлярски войвода.
След Младотурската революция в 1908 година се легализира и става учител в Мокрени. Става деец на Съюза на българските конституционни клубове и е избран за делегат на неговия Учредителен конгрес от Емборе.
През септември 1910 година след възстановяването на революционната организация отново става нелегален.
Никола Андреев е убит от своя другар и съселянин Турчето на 11 август 1911 година от ревност.
По-малкият на Никола Андреев Дини Андреев загива на 20 години като четник на Христо Чернопеев в голямото сражение при Султан тепе през август 1903 година. Негов внук е Кузман Андреев, а правнучката му Катина Андреева е комунистическа партизанка.
Георги Константинов Бистрицки пише за него:
| „ | Кольо Мокренски (Никола Андреев, Алай бей) от село Мокрени, свършил с отличие курса на българската гимназия във Варна, крупна личност, авантюрист с писателско перо, великан с Крали-Маркови сили, велик страж народен, легендарен герой и съперник на Чакаларова, бе щастлив да дочака хуриета, но отпосле бе убит вероломно от братски куршум - от ръката на най-верния си другар-съселянин Турчето в родното си село през 1910 г. | “ |